# Microtus pinetorum
Microtus pinetorum är en däggdjursart som först beskrevs av Le Conte 1830.  Microtus pinetorum ingår i släktet åkersorkar, och familjen hamsterartade gnagare.

## Utseende
Arten har en robust kropp och en kort svans. Ovansidan är täckt av kanel- till kastanjebrun päls och på undersidan förekommer grå päls med brunaktig skugga. Microtus pinetorum har korta runda öron som nästan helt är gömda i pälsen. I sydöstra delen av utbredningsområdet (Florida, Georgia) är individerna betydlig mindre än exemplar från nordliga regionen. De utgör kanske en egen art. Denna åkersork skiljer sig även i avvikande detaljer av kindtändernas konstruktion från andra arter av samma släkte.
Denna åkersork blir 83 till 120 mm lång (huvud och bål), har en 15 till 40 mm lång svans och den väger 14 till 37 g.

## Utbredning och habitat
Denna gnagare förekommer i östra Nordamerika från östra Kansas och centrala Texas (USA) till Atlanten. Den når i norr sydöstra Kanada. Microtus pinetorum föredrar skogsområden och andra landskap med träd med ett tjockare humusskikt eller med annan lös jord. Arten kan anpassa sig till flera andra habitat.

## Ekologi
Individerna vistas vanligen i jordhålor eller i andra gömställen på marken. Det sociala bandet inom en flock är inte särskilt starkt (undantag parningstiden). Microtus pinetorum äter rötter, jordstam, frön, frukter som ligger på marken och grönsaker. Ofta lagras födan i underjordiska bon. Andra individer har klotrunda bon av bark och blad som göms i växtligheten. Boet kan även vara ett tunnelsystem som tidigare tillhört en mullvad eller ett annat djur.
Beroende på utbredning och population sker fortplantningen under alla årstider eller bara under varma månader. Honor kan ha en till fyra kullar (sällan upp till 6 kullar) per år med en till fem ungar per kull. Före födelsen uppsöker honan ett näste mellan kvistar som ligger på marken, en plats under lövskiktet eller en jordhåla. Dräktigheten varar 20 till 24 dagar och sedan föds nakna, blinda och hjälplösa ungar. Ungarna öppnar sina ögon efter cirka 10 dagar och de diar sin mor ungefär 20 dagar. Den första parningen sker tidigast efter 2,5 till 3 månader. Livslängden går upp till två år men de flesta individer dör tidigare.
Microtus pinetorum jagas av många olika rovlevande djur. I sina underjordiska bon hotas den bara av ormar och vesslor.

## Microtus pinetorumoch människor
Arten betraktas ofta som skadedjur när den hämtar sin föda från åkrar och trädgårdar. Den kan även skada buskar och träd när den äter barken från växternas rötter.
IUCN kategoriserar arten globalt som livskraftig.

## Underarter
Arten delas in i följande underarter:
- M. p. nemoralis
- M. p. parvulus
- M. p. pinetorum

Wilson & Reeder (2005) listar inga underarter.